# Vitis amurensis
La vite dell'Amur (Vitis amurensis Rupr., 1857), è una specie di pianta appartenente alla famiglia Vitaceae originaria del continente asiatico.
Il suo nome specifico deriva dalla sua provenienza, dalle zone fluviali della valle dell'Amur.
Il fiume Amur costituisce per ampio tratto confine tra Russia e Cina in clima oceanico, o più spesso continentale, molto freddo.
La vite è molto resistente al gelo, ma non è tollerante alla siccità. Le selezioni effettuate variano nelle loro caratteristiche, ma come specie botanica ha una forte resistenza all'antracnosi e al marciume, e una resistenza moderatamente forte alla peronospora e all'oidio.
Ne è riconosciuta una varietà, Vitis amurensis var. funiushanensis F.S.Wang.

## Distribuzione ed ecologia
Vitis amurensis è un residuo della vegetazione subtropicale pre-glaciale dell'Estremo Oriente, raggiunge la latitudine continentale del lago Kizi (circa cinquantunesimo parallelo). Lungo la costa del Mar del Giappone, a nord, raggiunge la foce del fiume Muli e la regione dell'Amur ad ovest, fino al fiume Zeja.
Cresce nelle foreste della Manciuria, oblast' dell'Amur, Primorskij kraj, Cina nord-orientale (Anhui, Hebei, Heilongjiang, Jilin, Liaoning, Shandong, Shanxi, Zhejiang), Giappone (Honshū) e Corea; è stata introdotta in Tagikistan.
In natura è più comune nei fondovalle, lungo i torrenti, nelle radure, ai bordi delle foreste e nelle foreste, sulle pendici inferiori e medie delle montagne, dove si arrampica sugli alberi e si propaga al suolo.
È il tipo di uva più settentrionale, e più stabile, nella taiga dell'Estremo Oriente.
La maggior parte delle altre specie di uva si trova in climi molto più caldi. Solo l'uva Amur può tollerare temperature invernali fino a -45 °C, e con il suolo interessato dalle radici fino a -16 °C.
I fattori antropogenici hanno influenzato negativamente il numero e lo stato delle uve di Amur nei loro habitat naturali, portando ad una marcata riduzione della loro presenza nel ambiente naturale.

## Descrizione botanica
La vite è una liana con fusto di 5–10 cm di diametro, con una estensione fino a 15–18 m, raramente fino a 20-25 metri. I viticci sono capaci di avvolgere i rami delle piante vicine o qualsiasi altra cosa che possono usare per il supporto.
La corteccia è scura, squamosa e con strisce verticali su vecchi rami. I giovani germogli sono verdi, spesso con una tonalità rossastra, bruno-rossastro in autunno.
Le foglie variano notevolmente in forma. Possono essere intere, a tre o cinque lobi, ovali o arrotondati, arcuati alla base. Le dimensioni variano da 9 a 25 cm con dentellature.
La superficie delle foglie è glabra sopra, densamente coperta di setole corte sotto. In autunno le foglie assumono colori brillanti - rosso, giallo, arancione, marrone.
I fiori sono piccoli e sono melliferi per le api, appaiono, nel suo habitat naturale, nella seconda settimana di maggio.
La Vitis amurensis è normalmente dioica, ma si sono rinvenute anche piante ermafrodite.
Le bacche (acini) sferici sono di colore nero o viola, a volte blu scuro, che vanno da molto acide a dolci, di diametro attorno ai 12 mm, con una buccia spessa.
Il contenuto di zuccheri nel frutto può raggiungere il 22-23%. Nel loro habitat naturale maturano alla fine di settembre. La polpa è succosa, ma le bacche sono solitamente aspre. I grappoli possono essere grandi. In casi eccezionali la lunghezza dei grappoli è fino a 25 cm, e con un peso di 250 grammi (di solito invece in natura 20-70 g).

## Usi
L'uva dell’Amur è ampiamente utilizzata come pianta ornamentale per il giardinaggio verticale.
Tollera le condizioni urbane, (fumo, polvere).
Normalmente è coltivata fino a San Pietroburgo, nella Russia europea.
È ampiamente utilizzata per incroci con altre specie di uva (di solito V. vinifera) per produrre varietà da vino, o uva da frutta, in regioni fredde, ed a estate breve.
Le uve di Amurensis richiedono circa 700 mm di pioggia all'anno, quindi non reggono bene in climi secchi tipici di molte regioni vinicole.
Si adattano bene alle aree più umide, in genere considerate troppo fresche e umide per l’uva comune, come l'Europa nord-occidentale, la Russia settentrionale e il nord-ovest del Pacifico. Sono relativamente resistenti alle malattie, e sono in genere a precoce maturazione; hanno una parziale resistenza alla fillossera.
L’uva può essere consumata come frutta a completa maturità (è acida ed amara se immatura), ma spesso è trasformate in vino, succo di frutta, gelatine e marmellate, le foglie sono talvolta usate in insalata.
L'uva dell’Amur ha una leggera resistenza a poche forme di crittogame.
La capacità di crescita, e di maturazione dei frutti, sono elevate.
Le piante da seme fioriscono verso il quinto anno.
La pianta predilige terreni sciolti e non tollera suoli alcalini (calcarei), l’ammendamento del suolo con torba acida è molto efficace.
Per una buona maturazione necessita di una ottima esposizione al pieno sole.
Alcune varietà di uve risultanti dall'incrocio di altre specie con la Vitis amurensis sono: 
'Arctic', 'Buytur', 'Dawn of the North', 'Currants Michurin', 'Metal', 'Russian Concorde', 'North', 'Black North' e 'Kurinka Russkaja' ecc. - coltivata attualmente nei vigneti del nord.
Alcuni noti vitigni con ascendenza V. amurensis coltivati nell'Europa occidentale sono "Zarya severa", Zilga, Severny e Rondo.

## Storia della coltivazione
Il primo raccolto di Vitis amurensis fu durante l'occupazione giapponese della Manciuria (1931-1945).
A Jilin, nella Cina nord-orientale, i giapponesi crearono le prime aziende vinicole che produssero vino da uve selvatiche di V. amurensis.
Circa 800 km a sud, la coltura della vite europea (V. vinifera) è possibile nella regione di Pechino solo se le viti sono sepolte sotto uno spesso strato di terra in inverno per proteggerle dal freddo estremo. Di fronte a questa difficoltà, i giapponesi cercarono di sfruttare l'alta resistenza al freddo della vite selvatica di amurensis per produrre vino.
Nel 1936 fu creata la Changbaishan Winery Ltd e la Tonghua Winery Ltd nel 1938. nella regione di Jilin, a ovest delle montagne di Changbai vicino al confine nordcoreano. Il clima di questa regione può essere caratterizzato da inverni lunghi e freddi e estati brevi e calde, con temperature medie di gennaio comprese tra -14 e -20 °C. All'epoca, l’impianto di Changbaishan produceva 40 tonnellate di vino.
Nel 1954, il Giardino Botanico di Pechino sperimentò l'ibridazione dell'uva V. amurensis con la vite europea.
Il passo decisivo è stato compiuto quando, nel 1965, fu scoperto un vitigno ermafrodita sulle montagne a cento miglia dall'impianto di Changbeishan. Da lì, gli istituti di ricerca agricola nella regione di Jilin intrapresero programmi per migliorare l'amurensis, cercando di sfruttare i suoi geni di resistenza al freddo.
Ci fu un miglioramento con la selezione di cultivar di amurensis all’interno della Specie, seguiti poi da ibridazioni con le migliori varietà della vite europea.
I primi ibridi selezionati risultarono avere un minore contenuto zuccherino rispetto alla vite europea, e con valori più alti di acidità, ma con ulteriori ibridazioni questi valori migliorarono.
Nell'ex Unione Sovietica sono stati fatti numerosi esperimenti nella selezione di varietà resistenti al freddo con incroci di V. amurensis.
Gli ibridi ottenuti sono quasi sempre Vitis amurensis x vinifera, o Vitis labrusca x amurensis.